# Географічна відстань
Географічна відстань — це відстань, що виміряна вздовж поверхні землі. Відстань вимірюється між двома точками, які задані географічними координатами — широтою і довготою. Вимірювання географічної відстані є частиною другої (оберненої) задачі геодезії.

## Загальні відомості
Визначення відстані між точками із заданими географічними координатами має деякий рівень абстракції; він не дає в результаті точну відстань, яка є недосяжною за спроби порахувати кожну нерівність земної поверхні. Поверхня між двома географічними точками може спрощуватись до таких абстракцій:
- Плоска поверхня;
- Сферична поверхня;
- Еліптична поверхня.

Всі наведені вище абстракції ігнорують зміни висоти.

### Позначення
Розраховується відстань, {\displaystyle D,\,\!} між двома точками, {\displaystyle P_{1}\,\!} і {\displaystyle P_{2}\,\!}. Географічні координати двох точок, у вигляді пар (широта, довгота), задані як {\displaystyle (\phi _{1},\lambda _{1})\,\!} і {\displaystyle (\phi _{2},\lambda _{2}),\,\!} відповідно. Яка з двох точок задана як {\displaystyle P_{1}\,\!} не є важливим для підрахунку відстані.
Координати широти і довготи зазвичай задані в градусах. В наведених нижче формулах, одне або більше значень повинні бути представлені у відповідних одиницях вимірювання для отримання правильного результату. В місцях де географічні координати використовуються як аргумент тригонометричної функції, значення мають представлятися в тих одиницях, які потребує метод підрахунку значення тригонометричної функції. В більшості електронних калькуляторах чи комп'ютерах обрахунок тригонометричних функцій відбувається або в градусах, або в радіанах.
Різниця в широті і довготі позначається і обраховується наступним чином:
{\displaystyle {\begin{aligned}\Delta \phi &=\phi _{2}-\phi _{1};\\\Delta \lambda &=\lambda _{2}-\lambda _{1}.\end{aligned}}\,\!}
При використанні нижченаведеної функції не важливо чи буде результат додатнім чи від'ємним.
«Середня широта» позначається і обраховується наступним чином:
{\displaystyle \phi _{m}={\frac {\phi _{1}+\phi _{2}}{2}}.\,\!}
Доповнення широти позначається і обраховується так:
Для широти заданої в радіанах:
{\displaystyle \theta ={\frac {\pi }{2}}-\phi ;\,\!}
Для широти заданої в градусах:
{\displaystyle \theta =90^{\circ }-\phi .\,\!}
Для обрахунків відстані часто необхідно знати радіус Землі, який дорівнює:
{\displaystyle R\,\!} = 6,371.009 кілометрів = 3,958.761 статутних миль = 3,440.069 морських миль.
{\displaystyle D_{\,}\!} — відстань між двома точками.

## Розрахунок для плоскої поверхні
Апроксимація поверхні землі у вигляді площини корисна на невеликих відстанях. Точність при такому підрахунку відстані помітно зменшується коли:
- Відстань між точками зростає;
- Точка є ближчою до географічного полюса.

Найкоротшою відстанню між двома точками на площині є пряма. Для підрахунку відстані використовується теорема Піфагора.
Навіть на малих відстанях, точність підрахунку географічної відстані залежить від методу за допомогою якого координати широти і довготи були спроектовані на площину.

### Сферична проєкція Землі на площину
Ця формула враховує зміну відстані між меридіанами при зміні широти:
{\displaystyle D=R{\sqrt {(\Delta \phi )^{2}+(\cos(\phi _{m})\Delta \lambda )^{2}}},}
де:
{\displaystyle \Delta \phi \,\!} і {\displaystyle \Delta \lambda \,\!} задані в радіанах;
{\displaystyle \phi _{m}\,\!} мають мати величини сумісні до методу, що використовуються для підрахунку {\displaystyle \cos(\phi _{m}).\,\!}
Для того, щоб привести широту і довготу в радіани необхідно
{\displaystyle 1^{\circ }=(\pi /180)\,\mathrm {radians} .}

### Еліпсоїдна проєкція Землі на площину
FCC приводить наступну формулу для підрахунку відстаней, що не перевищують 475 km /295 miles:
{\displaystyle D={\sqrt {(K_{1}\Delta \phi )^{2}+(K_{2}\Delta \lambda )^{2}}},}
де
{\displaystyle D\,\!} = Відстань в кілометрах;
{\displaystyle \Delta \phi \,\!} і {\displaystyle \Delta \lambda \,\!} в градусах;
{\displaystyle \phi _{m}\,\!} має мати величини сумісні до методу, що використовуються для підрахунку {\displaystyle \cos(\phi _{m});\,\!}
{\displaystyle {\begin{aligned}K_{1}&=111.13209-0.56605\cos(2\phi _{m})+0.00120\cos(4\phi _{m});\\K_{2}&=111.41513\cos(\phi _{m})-0.09455\cos(3\phi _{m})+0.00012\cos(5\phi _{m}).\end{aligned}}\,\!}
Досить цікаво відмітити що:
{\displaystyle K_{1}=M{\frac {\pi }{180}}\,\!} = відношення кілометр на градус при зміні широти;
{\displaystyle K_{2}=\cos(\phi _{m})N{\frac {\pi }{180}}\,\!} = відношення кілометр на градус при зміні довготи;
де {\displaystyle M\,\!} і {\displaystyle N\,\!} є меридіагональний і перпендикулярний, або нормальний, радіуси кривини (вираз даної формули отриманий із розкладу в біноміальний ряд множини {\displaystyle M\,\!} і {\displaystyle N\,\!}, що задаються на Референц-еліпсоїді).

### Полярні координати на площині
{\displaystyle D=R{\sqrt {\theta _{1}^{2}\;{\boldsymbol {+}}\;\theta _{2}^{2}\;\mathbf {-} \;2\theta _{1}\theta _{2}\cos(\Delta \lambda )}},}
де значення доповнення широти здається в радіанах. Для широти заданої в градусах, доповнення широти в радіанах можна обчислити наступним чином: {\displaystyle \theta ={\frac {\pi }{180}}(90^{\circ }-\phi ).\,\!}

## Розрахунок для сферичної поверхні
Для обрахунку відстані можна використовувати формули сферичної тригонометрії.

### Тунельна відстань
Тунель між точками на поверхні Землі є лінією у тривимірному просторі між цими точками.
Довжина хорди великого кола може бути розрахована наступним чином для відповідної одиничної сфери:
{\displaystyle {\begin{aligned}&\Delta {X}=\cos(\phi _{2})\cos(\lambda _{2})-\cos(\phi _{1})\cos(\lambda _{1});\\&\Delta {Y}=\cos(\phi _{2})\sin(\lambda _{2})-\cos(\phi _{1})\sin(\lambda _{1});\\&\Delta {Z}=\sin(\phi _{2})-\sin(\phi _{1});\\&C_{h}={\sqrt {(\Delta {X})^{2}+(\Delta {Y})^{2}+(\Delta {Z})^{2}}}.\end{aligned}}}
Тунельна відстань між точками на поверхні сферичної Землі дорівнюватиме
{\displaystyle D=RC_{h}}. Для малих відстаней ({\displaystyle D\ll R}), що відрізняється від відстані по великому колу на {\displaystyle D(D/R)^{2}/24}.

## Розрахунок для еліпсоїдної поверхні

Геодезична лінія на сплюснутому еліпсоїді

Еліпсоїд апроксимує поверхню землі набагато краще ніж сфера або площина. Найкоротша відстань між двома точками що на поверхні еліпсоїда проходитиме вздовж геодезичної лінії. Геодезичні лінії мають більш складну траєкторію ніж великі кола, і вони зазвичай не повертаються в свою початкову позицію після повного обходу Землі. Це показано на малюнку справа, де значення f дорівнюю 1/50 для підкреслення ефекту. Пошук геодезичної лінії між двома точками на поверхні Землі, що являє собою так звану обернену задачу геодезії, була в центрі уваги багатьох математиків і геодезистів в період між 18-им і 19-им століттям. Значний внесок в тому зробили
Клеро,
Лежандр,
Бессель,
і Хелмерт.